# Hypolycaena vittigera
Hypolycaena vittigera är en fjärilsart som beskrevs av Paul Mabille 1879. Hypolycaena vittigera ingår i släktet Hypolycaena och familjen juvelvingar. Inga underarter finns listade i Catalogue of Life.